# Glyptoceridion
Glyptoceridion is een kevergeslacht uit de familie van de boktorren (Cerambycidae). De wetenschappelijke naam van het geslacht werd voor het eerst geldig gepubliceerd in 1959 door Martins.

## Soorten
Glyptoceridion is monotypisch en omvat slechts de volgende soort:
- Glyptoceridion quincunx (Thomson, 1867)